# Public Enemy
Public Enemy é um grupo de hip hop norte-americano formado em 1982 composto por Chuck D,Flavor Flav, DJ Lord (que substituiu Terminator X, em 1999) e Professor Griff que foi demitido do grupo por comentários antisemitas em 1990, mas voltou mais tarde, em 1998. Formado em Long Island, Nova Iorque, em 1982, Public Enemy é conhecida por suas letras politicamente carregadas e críticas da mídia americana, com um interesse ativo nas frustrações e preocupações da comunidade afro-americana. Seus quatro primeiros álbuns durante a década de 1980 e início de 1990 foram todas certificadas ouro ou platina e foram, de acordo com o crítico musical Robert Hilburn, "o corpo mais aclamados do trabalho sempre por um grupo de rap".
Em 2004, a revista Rolling Stone classificou o grupo Public Enemy como 44.º lugar na lista de 100 Maiores Artistas de Todos os Tempos. O grupo foi introduzido no Long Island Music Hall of Fame em 2007 e ao Rock and Roll Hall of Fame em 2013, tornando-se o quarto grupo de hip-hop a ser introduzido depois de Grandmaster Flash and the Furious Five, Run-DMC e Beastie Boys.

## História
Estudante de design gráfico e fã de hip hop, Chuck D cria o Public Enemy em 1982. Seu objetivo com o grupo eram dois: modernizar as bases e batidas do rap e levar para o gênero as discussões políticas e sociais dos EUA. A banda conta com Terminator X., Professor Griff e Flavor Flav.
Em 1987, o Public Enemy lança seu primeiro álbum, Yo! Bum Rush the Show. No ano seguinte, aparecem com It Takes a Nation of Millions to Hold Us Back. Com os sucessos "Don't Believe the Hype" e "Rebel without a Pause", o disco é sucesso de crítica e faz do Public Enemy uma megabanda além dos limites do hip hop.
Com "Fight de Power", presente na trilha de Faça a Coisa Certa (89), de Spike Lee, o Public Enemy ataca ídolos brancos, como John Wayne e Elvis Presley (o grupo amenizou as críticas, apenas sobre Elvis). No mesmo ano, Professor Griff é expulso da banda após supostas declarações antissemitas dadas ao jornal The Washington Post.- Mas a banda continuaria a conservar sucesso de crítica e público com Fear of a Black Planet (90) e Apocalypse 91... The Enemy Strikes Black (91).
Em 1992, causam polêmica com o clipe "By the Time I Get to Arizona", que protestava contra o Arizona, um dos dois estados dos EUA que não consideravam feriado a data de aniversário do líder negro Martin Luther King (1929-68).
A partir daí, a banda entrou em recesso criativo, lançando álbuns irregulares, o melhor deles sendo He Got Game (98).
O grupo esteve no Brasil em 1991, em show histórico no ginásio do Ibirapuera, em São Paulo. Chuck D e turma estavam no auge, após os lançamentos dos essenciais It Takes a Nation of Millions to Hold us Back (88) e Fear of a Black Planet (90).
O hit "By the Time I Get to Arizona" foi música de introdução do jogo "Tony Hawk’s Pro Skater 4", lançado para a plataforma playstation em 23 de outubro de 2002 e ficou no top 10 dos melhores temas de jogos do ano, e também foi rankeado em 3.º lugar (de 13) das melhores trilhas sonoras de abertura de jogos de toda saga segundo a opinião do próprio Tony Hawk, postada no site: "https://hitsperdidos.com/2020/09/08/melhores-trilhas-sonoras-tony-hawks-pro-skater/"

## Membros
| Nome            | Data de nascimento                      | Nome verdadeiro               | Informações                                                        |
| --------------- | --------------------------------------- | ----------------------------- | ------------------------------------------------------------------ |
| Chuck D         | 1 de agosto de 1960                     | Carlton Douglas Ridenhour     | Líder, compositor, vocalista principal                             |
| Flavor Flav     | 16 de março de 1959                     | William Jonathan Drayton, Jr. | Compositor, vocalista, produtor, instrumentalista                  |
| Professor Griff | 1 de agosto de 1960 (mesmo que Chuck D) | Richard Griffin               | Vocalista e/ou produtor em ocasiões, toca bateria em shows ao vivo |
| Terminator X    | 25 de agosto de 1966                    | Norman Rogers                 | DJ, produtor                                                       |
| Dj Lord         |                                         | Lord Aswod                    | DJ, Produtor                                                       |

## Discografia
- Yo! Bum Rush the Show (1987)

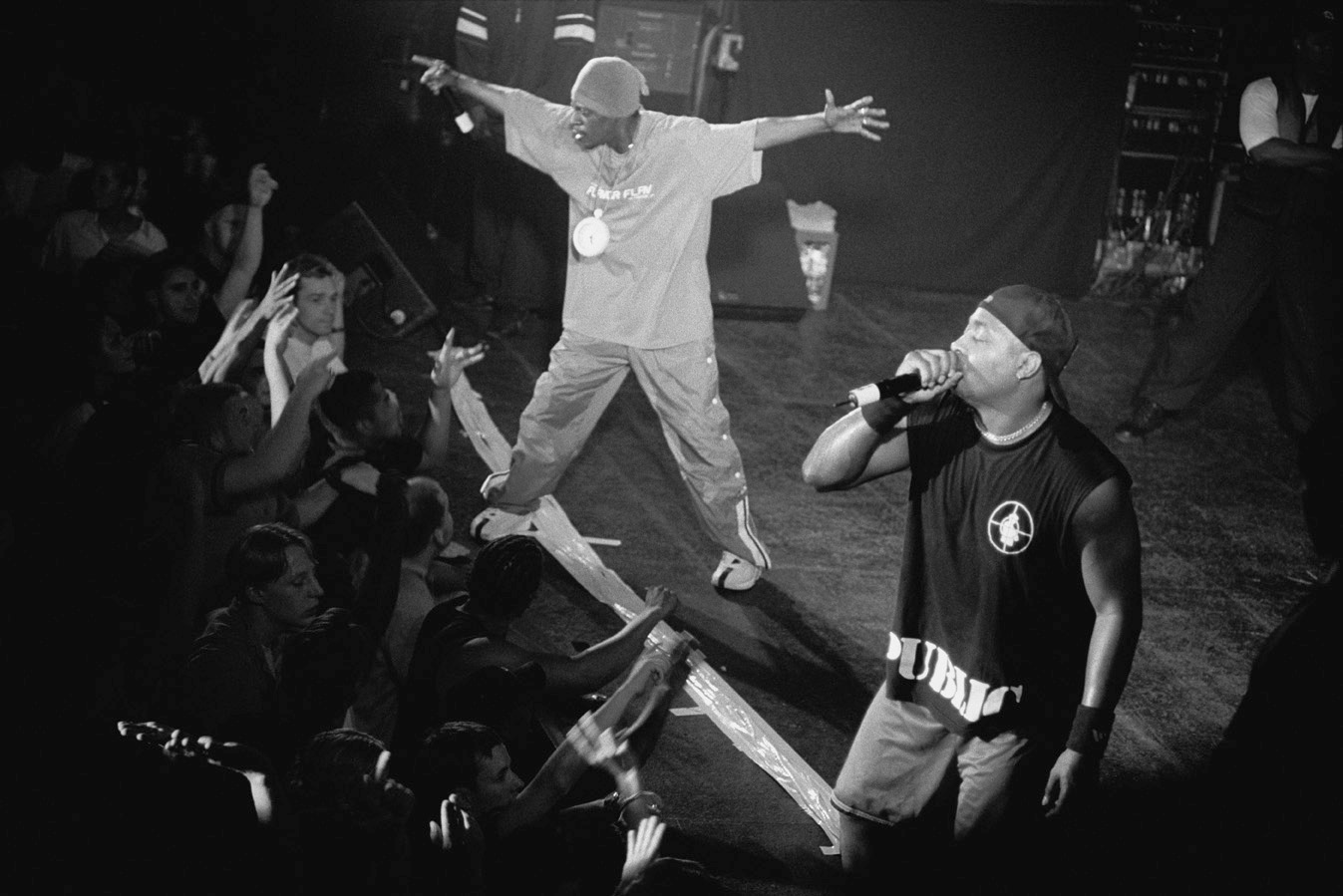
Public Enemy ao vivo em 2000.

- It Takes a Nation of Millions to Hold Us Back (1988)
- Fight the Power...Live! (1989)
- Fear of a Black Planet (1990)
- Apocalypse 91... The Enemy Strikes Black (1991)
- Greatest Misses 1986-1992 (1992)
- Muse Sick-n-Hour Mess Age (1994)
- Autobiography Of Mistachuck (1996)
- He Got Game (1998)
- BTN 2000 (1999)
- There's a Poison Goin' On (1999)
- Revolverlution (2002)
- Power to the People and the Beats: Public Enemy's Greatest Hits (2005) #69 US
- New Whirl Odor (2005)
- Rebirth of a Nation (2006)
- How You Sell Soul To A Soulless People Who Sold Their Soul??? (2007)
- Bring the Noise, Hits, Vids and Docs Box: Greatest Hits and Sounds (Chapter 2 1999-2009) (2010)
- Most of My Heroes Still Don`t Appear On No Stamp (2012)
- The Evil Empire of Everything (2012)
- Man Plans God Laughs (2015)
- Nothing Is Quick in the Desert (2017)
- Loud Is Not Enough (2020)